# Schaafhausen

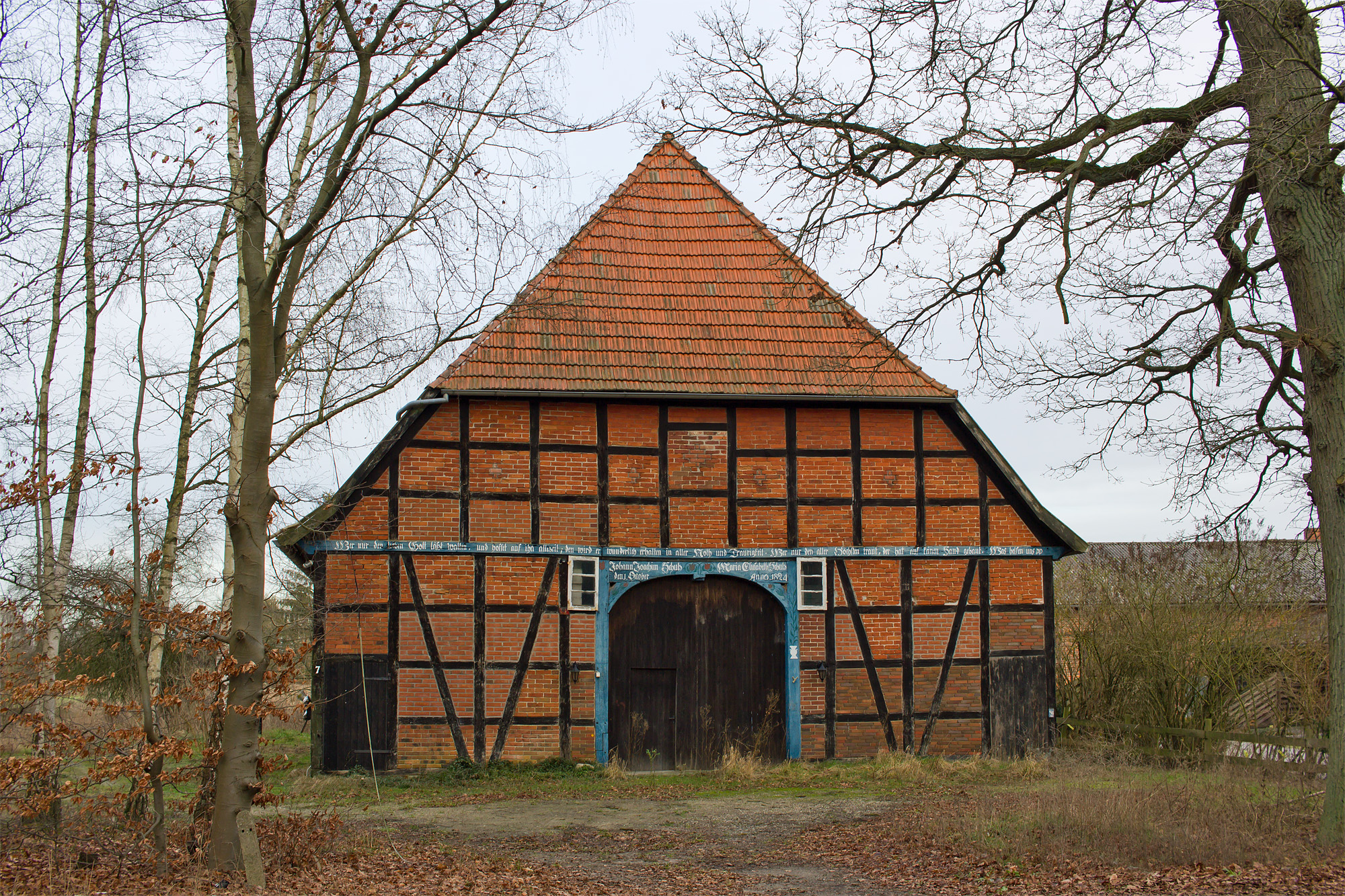
Wirtschaftsgiebel eines ehemaligen Hofes, Baujahr 1824

Schaafhausen ist ein Ortsteil der Stadt Dannenberg (Elbe) in der Samtgemeinde Elbtalaue im Landkreis Lüchow-Dannenberg in Niedersachsen.
Das Dorf liegt 1,5 km südwestlich vom Kernbereich von Dannenberg an der B 248. Naturräumlich befindet es sich auf der Grenze zwischen der Geestmoräne des Drawehn im Westen und der Lüchower Niederterrasse mit der Jeetzelniederung im Osten.

## Geschichte
Schaafhausen war ein voll ausgebildetes Rundlingsdorf, bis es am 20. Juni 1824 durch ein Großfeuer nahezu vollständig vernichtet wurde. Der Neuaufbau erfolgte systematisch als einzeiliges Straßendorf entlang der ehemaligen Poststraße (heute B 248), wobei großzügige Abstände zwischen den Anwesen als passiver Schutz vor Feuer angestrebt wurden. Baulich handelt es sich um Vierständer-Hallenhäuser mit zur Straße hin ausgerichtetem Wirtschaftsgiebel. Diese (ursprünglich zwölf) breiten Hofparzellen befinden sich auf der Ostseite, während auf der gegenüberliegenden Straßenseite kleinere Nebengebäude entstanden.
Am 1. Juli 1972 wurde Schaafhausen in die Stadt Dannenberg (Elbe) eingegliedert.